# Epizeuxis parvulalis
Epizeuxis parvulalis är en fjärilsart som beskrevs av Barnes och Mcdunnough 1911. Epizeuxis parvulalis ingår i släktet Epizeuxis och familjen nattflyn. Inga underarter finns listade i Catalogue of Life.